# Pronophila unifasciata
Pronophila unifasciata är en fjärilsart som beskrevs av Percy I. Lathy 1906. Pronophila unifasciata ingår i släktet Pronophila och familjen praktfjärilar. Inga underarter finns listade i Catalogue of Life.